# كأس ديفيز

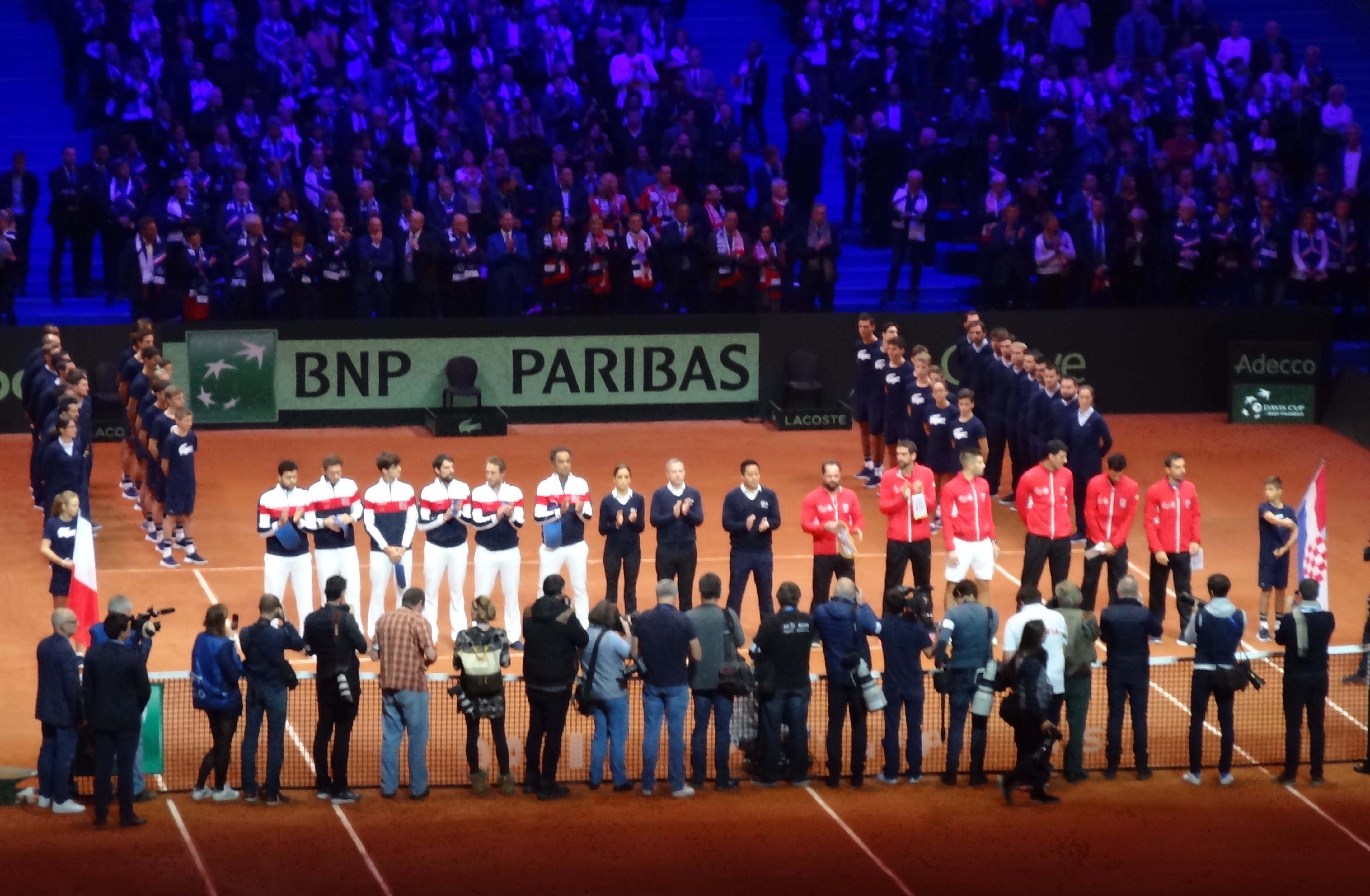
نهائي كأس ديفيز 2018 - حفل الافتتاح.

كأس ديفيز «(بالإنجليزية: Davis Cup)» هو أكبر مسابقات لعبة كرة المضرب للرجال على مستوى المنتخبات العالميَّة  يديرها الاتحاد الدولي للتنس (ITF) وKosmos Holding ويتمّ التنافس عليها سنويًا بين فرق من الدول المُتنافسة في شكل خروج المغلوب، وقد وصفها المُنظمون بأنَّها «كأس العالم للتنس» ويُشارُ إلى الفائزين باسمِ فريق بطل العالم. بدأت المُنافسة في عام 1900 كتحدٍ بين بريطانيا العظمى والولايات المتحدة. وفي عام 2016 بلغَ عدد المنتخبات المُشاركة في المسابقة 135 منتخباً.
تتصدر الولايات المتَّحدة المرتبة الأولى بعدد مرات الفوز بالبطولة بحصيلة 32 فوزاً بالمركز الأول و29 فوزاً بالمركز الثاني، تليها أستراليا بحصيلة 23 فوزا بالمركز الأول و18 بالمركز الثاني. البطل الحاليّ هو إسبانيا الذي أحرز لقبهِ السادس في عام 2019 .
تقابل مسابقة كأس ديفيز الخاصّة بالرجال مسابقة كأس فيد الخاصّة بالسيدات، وتُعد أستراليا، وجمهورية التشيك، والولايات المتَّحدة الدول الوحيدة التي فازت بلقب كأس ديفيز وكأس فيد في نفس العام.
لم تسمح كأس ديفيس للاعبين المُحترفين بالمنافسة حتَّى عام 1973 بعدَ خمس سنوات من بداية العصر المفتوح.

## التاريخ

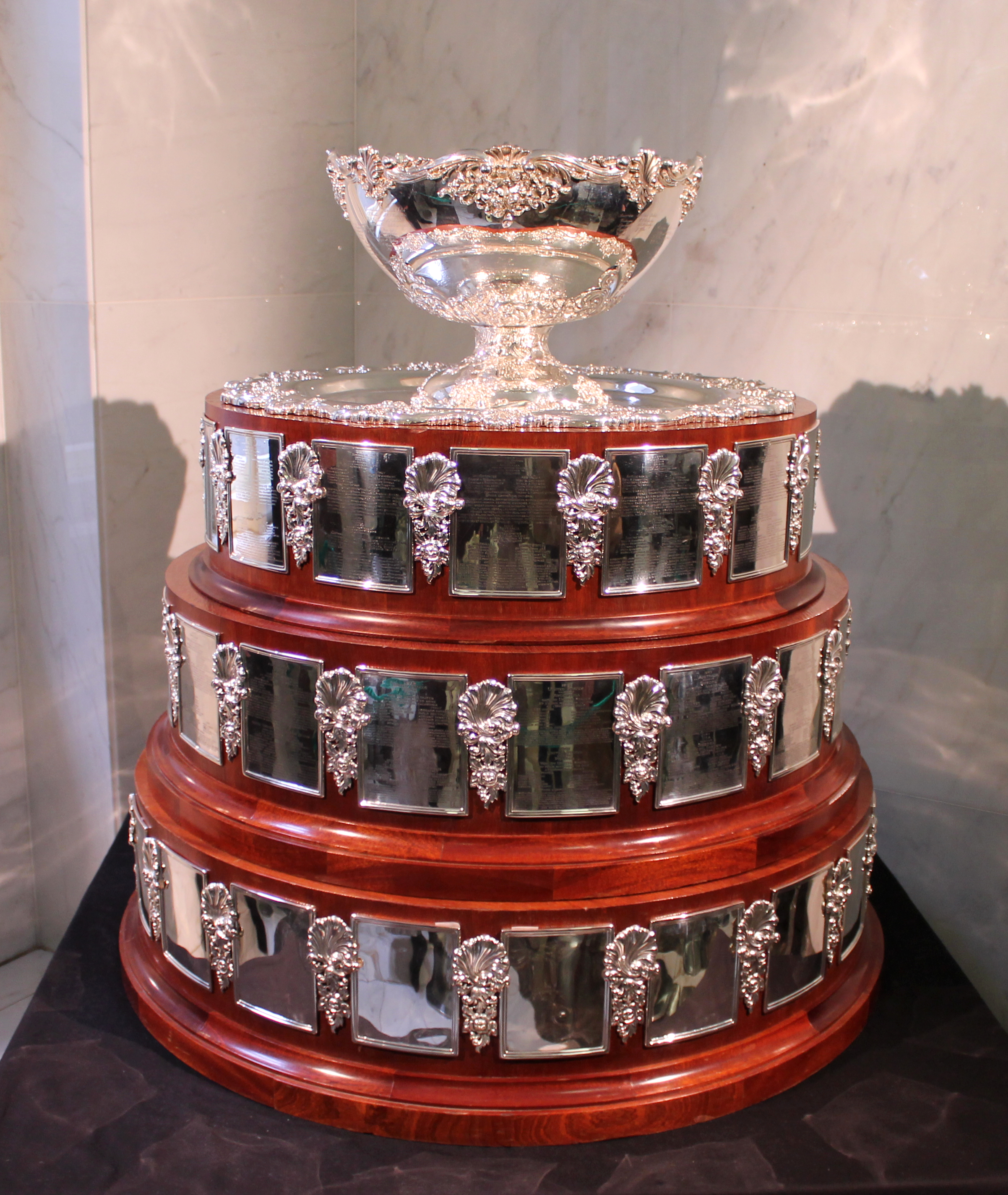
عرض كأس ديفيس في مقر Český rozhlas، براغ فينوهرادي، 2012

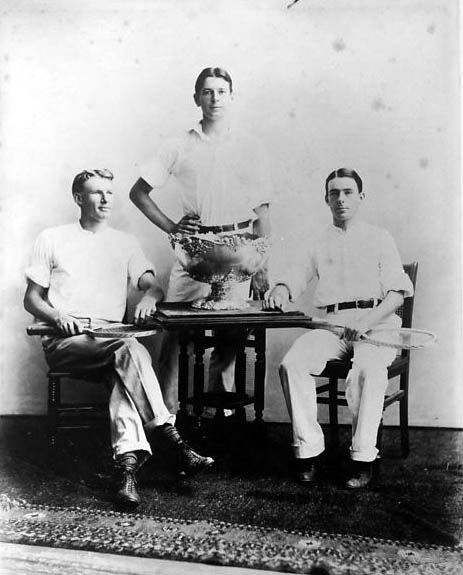
اللاعب الأمريكي دوايت ديفيس (وسط) عام 1900 معَ الكأس التي التزم ببنائها.

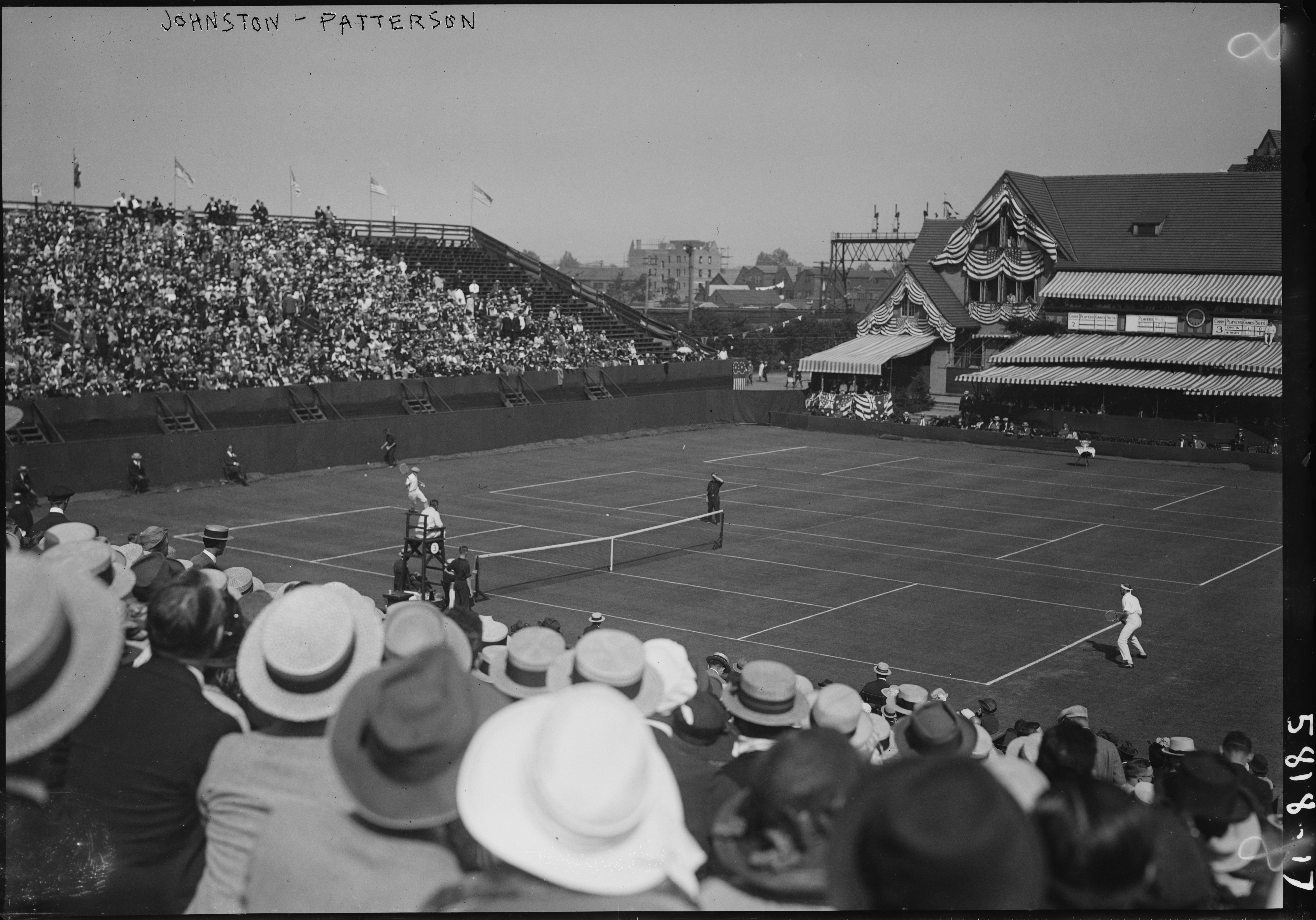
بيل جونستون (الولايات المتحدة) ضد. جيرالد باترسون (أستراليا) في جولة التحدي في نادي ويست سايد للتنس عام 1922

من عام 1950 إلى عام 1967، سيطرت أُستراليا على المُنافسة وفازت بالكأس 15 مرَّة في 18 عامًا. وابتداءً من عام 1972 تمَّ تغيير شكل البُطولة إلى بطولة خروج المغلوب بحيث كانَ يُطلب من حامل اللقب التنافس في جميع الجولات.
تأثرت مبارياتٍ كأس ديفيس باحتجاجات سياسيَّة عدَّة مرات خاصَّة في السويد:
- كانَ من المفترض أنَ تقام المُباراة بين السويد وروديسيا عام 1968 في باستاد ولكنَّ تمَّ نقلها إلى باندول بفرنسا بسببِ الاحتجاجات ضدَّ حكومة الأقلية البيضاء الروديسية بِقيادة إيان سميث.
- حاولت الحكومة السويديَّة إيقاف المُباراة بين تشيلي والسويد عام 1975 في باستاد، بسببِ انتِهاكَاتٍ حقوق الإنسان في تشيلي. أُقيمت المُباراة رغم احتجاج 7000 شخص ضدها في الخارج.
- أحتج 6000 شخص ضدَّ إسرائيل بعدَ الحرب على غزة 2008–09 وتجمعوا خارج مدينة مالمو في مباراة كأس ديفيس بين السويد وإسرائيل التي أُقيمت في مارس 2009.[6] كانَ سياسيو «بلدية مالمو» قلقين بشأن المتطرفين، وقرروا السماح لجمهور صغير فقط بالتواجد لأسباب أمنية.[7]

## الشكل

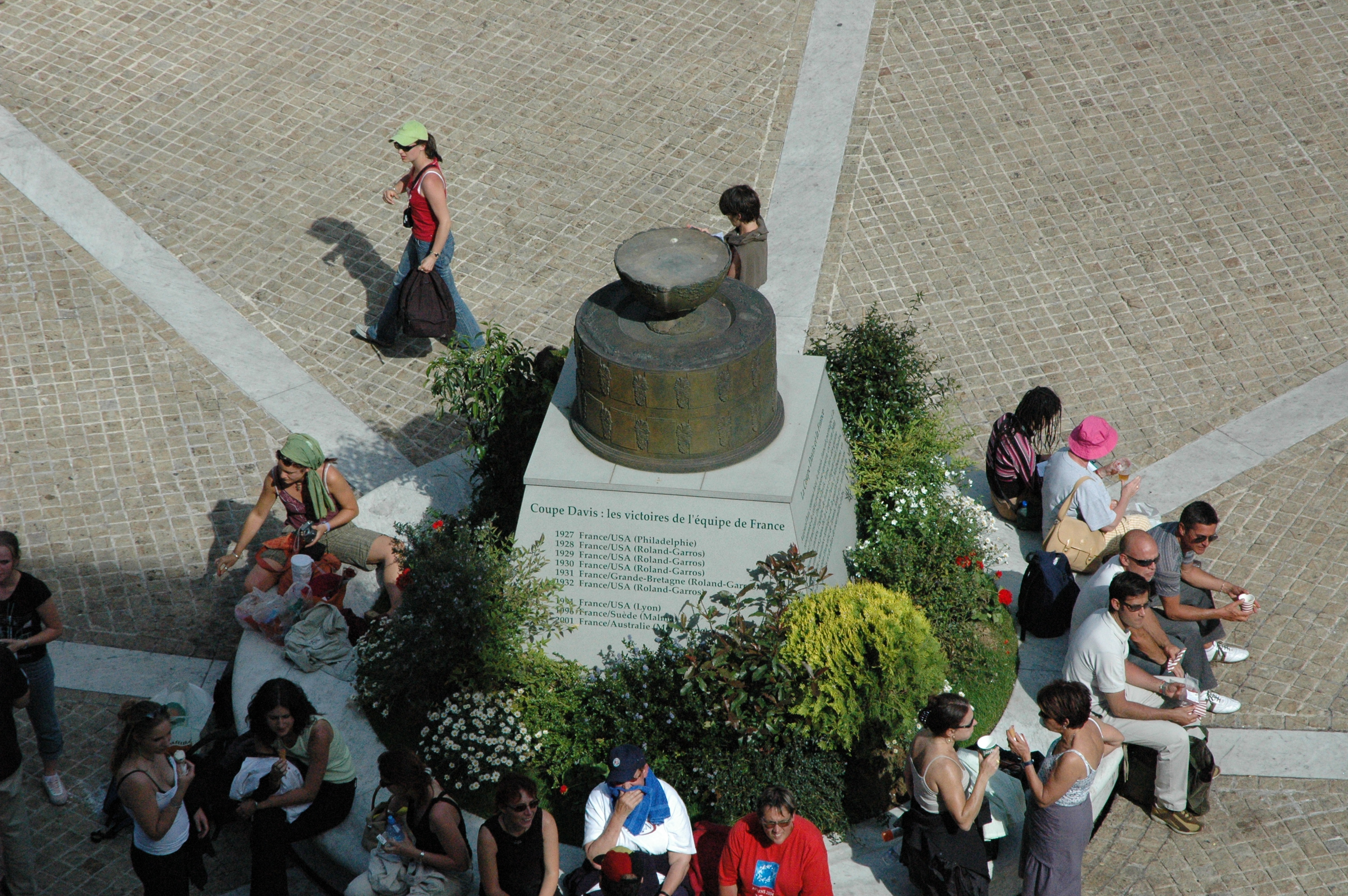
نصب تذكاري لكأس ديفيس في استاد رولان جاروس في باريس، فرنسا

### تعديلات 2019
تمَّ تغيير شكل الكأس بالنسبة لإصدار 2019. وكان التعديل الرئيسيّ في المجمُوعة العالميَّة التي تجري في مكان واحد وفي أسبوع واحد بمشاركة ثمانية عشر فريقًا مقسمة إلى ستة مجموعات من ثلاثة فرق لكل منها، حيثُ يتقدم الفائزين من المَجموعات وأفضلُ مركزين ثانيًا إلى ربع النهائي. ستشمل السلسلة بين الفرق في هذه المرحلة مباراتين فرديين ومباراة زوجية واحدة، بدلاً من أفضل 5 مجموعات، وتمَّ تغيير المُباريات من أفضل 5 مجموعات إلى أفضل 3 مجموعات، ونظرًا لأنَّ المجمُوعة العالميَّة ستقام الآن في بطولة واحدة فقد تمَّ تسمية هذا الحدث على أنَّه نهائيات كأس ديفيس. وستتألف مجموعات المنطقة الدنيا الأولى والثانيةُ من روابط فرديّة تقرر الترقية أو الهبوط.

### المَجموعات
| مستوى | مجموعات)                                  | مجموعات)                                          | مجموعات)                                          | مجموعات)                                           |
| ----- | ----------------------------------------- | ------------------------------------------------- | ------------------------------------------------- | -------------------------------------------------- |
| 1     | المجمُوعة العالمية "16 دولة"               | المجمُوعة العالمية "16 دولة"                       | المجمُوعة العالمية "16 دولة"                       | المجمُوعة العالمية "16 دولة"                        |
| 2     | منطقة الأمريكتين المجمُوعة الأولى "6 دول"  | المجمُوعة الأولى أوروبا / منطقة أفريقيا "11 دولة"  | المجمُوعة الأولى أوروبا / منطقة أفريقيا "11 دولة"  | المجمُوعة الأولى آسيا / منطقة أوقيانوسيا "7 دول"    |
| 3     | المجمُوعة الثانيَّة منطقة الأمريكتين "8 دول" | المجمُوعة الثانيَّة منطقة أوروبا / أفريقيا "16 دولة" | المجمُوعة الثانيَّة منطقة أوروبا / أفريقيا "16 دولة" | المجمُوعة الثانيَّة منطقة آسيا / أوقيانوسيا "8 دول"   |
| 4     | المجمُوعة الثالثة منطقة الأمريكتين "9 دول" | المجمُوعة الثالثة منطقة أوروبا "15 دولة"           | المجمُوعة الثالثة منطقة أفريقيا "10 دول"           | المجمُوعة الثالثة منطقة آسيا / أوقيانوسيا "9 دول"   |
| 5     |                                           |                                                   |                                                   | المجمُوعة الرابعة آسيا / منطقة أوقيانوسيا "11 دولة" |

ملاحظة: إجمالي عدد الدول في المجمُوعة الأولى هو 24. ومع ذلك قد يختلف التوزيع بين المناطق الثلاث كلّ عام، وفقًا لعدد الدول التي تمت ترقيتها أو هبوطها بين المجمُوعة الأولى والمجموعة العالمية. يبلغ عدد الدول في المجمُوعة العالميَّة والمجموعة الأولى معًا 22 دولة من منطقة اليورو / إفريقيا، و9 دول من منطقة الأمريكتين، و9 دول من منطقة آسيا / أوقيانوسيا.

### التعادلات والمبارات الفردية
كما هو الحال في مسابقات الكأس الأخرى، يتم استخدام «التعادل» في كأس ديفيس ليعني جولة الإقصاء، وفي كأس ديفيس تعني كلمة "Rubber" مباراة فردية.
في مسابقة المجمُوعة العالميَّة السنوية، تتنافس 16 دولة في ثماني مبارياتٍ من الدور الأول، ومن ثمَّ يتنافس الفائزون الثمانيّة في أربع مبارياتٍ ربع النهائي، ويتنافس الفائزون في مباراتين قبل النهائي، والفائزان يتنافسان في المُباراة النهائية.
تتكون كلّ ربطة من خمسة مبارياتٍ فردية، يتم لعبها في ثلاثة أيام (عادةً أيام الجمعة والسبت والأحد). الفائز في التعادل هو البلد الذي يفوز بثلاثة أو أكثر من المُباريات الخمسة في التعادل، في اليوم الأول يتم لعب أول مباراتان فرديتان بشكلٍ عام بواسطة أفضل لاعبي الفردي المتاحين في كلّ دولة، وفي اليوم الثاني يتم لعب مباراة زوجية، وفي اليوم الثالث تكون المباريتان الفرديتان الأخيران عادةً «منفردين عكسيين»، حيثُ يلعب المتسابقون في اليوم الأول عادةً مرَّة أخرى، لكنهم يتبادلون الخصوم من المُباراة الفردية في اليوم الأول. ومع ذلك يُمكن لقائد الفريق - في ظروف معينة - استبدال لاعب أو اثنين من اللاعبين الذين لعبوا الفردي يوم الجمعة بلاعبين آخرين يتم ترشيحهم للمباراة. على سبيل المثال إذا تمَّ تحديد التعادل بالفعل لصالح أحد الفرق فمن الشائع أنَ يلعب أعضاء الفريق الأصغر سنًا أو الأقل مرتبة حتَّى يكتسبوا خبرة كأس ديفيز.
منذُ عام 2011، إذا فازت دولة ما بنتيجة 3-1 بعدَ أول مباراة فرديّة عكسية وذهبت تلك المُباراة إلى أربع مجموعات أو أكثر، فلن يتم لعب المُباراة الفردية العكسية المُتبقية بل يتم لعب أنواع المُباريات الفردية الخمسة إذا فازت دولة واحدة بنتيجة 3-0 بعدَ مباراة الزوجي.
يتم لعب التعادل في مكان تختاره إحدى الدول المتنافسة، حيثُ تمنح حق الاختيار على أساس التناوب. لِذلك تلعب الدول في البلد الذي لم تقام فيهِ المُباراة الأخيرة بين الفريقين، وفي حالة عدم اجتماع البلدين منذُ عام 1970 يتم سحب القرعة لتحديد البلد المضيف.
يجب أنَ تتوافق أماكن المجمُوعة العالميَّة معَ بعض المعايير الدنيا بما في ذلك الحد الأدنى من المقاعد على النحو التالي:
- تصفيات المجمُوعة العالميَّة: 4000
- الجولة الأولى للمجموعة العالميَّة: 4000
- ربع نهائي المجمُوعة العالميَّة: 6000
- جولات نصف نهائي المجمُوعة العالميَّة: 8000
- نهائي المجمُوعة العالميَّة: 12000

## السجلات والإحصائيات

### أداء الفرق
+ «- فاز أيضًا بلقب كأس جونيور ديفيز»
| البلد                            | سنوات الفوز | سنوات الوصيف |
| -------------------------------- | --- | --- |
| الولايات المتحدة +               | 1900, 1902, 1913, 1920, 1921, 1922, 1923, 1924, 1925, 1926, 1937, 1938, 1946، 1947، 1948، 1949، 1954، 1958، 1963، 1968، 1969، 1970، 1971، 1972، 1978، 1979، 1981، 1982، 1990، 1992، 1995، 2007 (32) | 1903, 1905, 1906, 1908, 1909, 1911, 1914, 1927, 1928, 1929, 1930, 1932, 1934, 1935, 1939, 1950، 1951، 1952، 1953، 1955، 1956، 1957، 1959، 1964، 1973، 1984، 1991، 1997، 2004 (29) |
| أسترالاسيا أستراليا +            | 1907, 1908, 1909, 1911, 1914, 1919, 1939, 1950، 1951، 1952، 1953، 1955، 1956، 1957، 1959، 1960، 1961، 1962، 1964، 1965، 1966، 1967، 1973، 1977، 1983، 1986، 1999، 2003 (28)                         | 1912, 1920, 1922, 1923, 1924, 1936, 1938, 1946، 1947، 1948، 1949، 1954، 1958، 1963، 1968، 1990، 1993، 2000، 2001 (19)                                                             |
| فرنسا +                          | 1927, 1928, 1929, 1930, 1931, 1932, 1991، 1996، 2001، 2017 (10) | 1925, 1926, 1933, 1982، 1999، 2002، 2010، 2014، 2018 (9) |
| بريطانيا العظمى +                | 1903, 1904, 1905, 1906, 1912, 1933, 1934, 1935, 1936, 2015 (10) | 1900, 1902, 1907, 1913, 1919, 1931, 1937, 1978 (8) |
| السويد                           | 1975, 1984، 1985، 1987، 1994، 1997، 1998 (7) | 1983، 1986، 1988، 1989، 1996 (5) |
| إسبانيا +                        | 2000، 2004، 2008، 2009، 2011، 2019 (6) | 1965، 1967، 2003، 2012 (4) |
| تشيكوسلوفاكيا + جمهورية التشيك + | 1980، 2012، 2013 (3) | 1975, 2009 (2) |
| ألمانيا الغربية ألمانيا +        | 1988، 1989، 1993 (3) | 1970، 1985 (2) |
| روسيا +                          | 2002، 2006 (2) | 1994، 1995، 2007 (3) |
| كرواتيا                          | 2005، 2018 (2) | 2016 (1) |
| إيطاليا +                        | 1976 (1) | 1960، 1961، 1977، 1979، 1980، 1998 (6) |
| الأرجنتين                        | 2016 (1) | 1981، 2006، 2008، 2011 (4) |
| صربيا                            | 2010 (1) | 2013 (1) |
| سويسرا                           | 2014 (1) | 1992 (1) |
| جنوب إفريقيا                     | 1974 (1) | — |
| رومانيا                          | — | 1969، 1971، 1972 (3) |
| الهند                            | — | 1966، 1974، 1987 (3) |
| بلجيكا                           | — | 1904, 2015، 2017 (3) |
| اليابان +                        | — | 1921 (1) |
| المكسيك                          | — | 1962 (1) |
| تشيلي +                          | — | 1976 (1) |
| سلوفاكيا                         | — | 2005 (1) |
| كندا                             | — | 2019 (1) |

### الألقاب حسب الدولة (منذُ 1972)
| بلد                          | الألقاب | أول  | الاخير |
| ---------------------------- | ------- | ---- | ------ |
| الولايات المتحدة             | 9       | 1972 | 2007   |
| السويد                       | 7       | 1975 | 1998   |
| أستراليا                     | 6       | 1973 | 2003   |
| إسبانيا                      | 6       | 2000 | 2019   |
| فرنسا                        | 4       | 1991 | 2017   |
| ألمانيا الغربية ألمانيا      | 3       | 1988 | 1993   |
| تشيكوسلوفاكيا جمهورية التشيك | 3       | 1980 | 2013   |
| روسيا                        | 2       | 2002 | 2006   |
| كرواتيا                      | 2       | 2005 | 2018   |
| جنوب إفريقيا                 | 1       | 1974 | 1974   |
| إيطاليا                      | 1       | 1976 | 1976   |
| صربيا                        | 1       | 2010 | 2010   |
| سويسرا                       | 1       | 2014 | 2014   |
| بريطانيا العظمى              | 1       | 2015 | 2015   |
| الأرجنتين                    | 1       | 2016 | 2016   |

- تحقيق ألقاب على التوالي
  - كلّ الأوقات: 7، الولايات المتحدة الأمريكية، عام 1920 - عام 1926
  - جولة ما بعدَ التحدي: 2؛ الولايات المتحدة 1978 - 79، 1981 - 82؛ السويد، 1984 - 85، 1997 - 98؛ ألمانيا الغربية، عام 1988 - 89. اسبانيا، 2008 - 09، جمهورية التشيك، 2012 - 13
- الظهور في النهائيات
  - كلّ الأوقات: 23، أستراليا، عام 1946 - عام 1968
  - بعدَ تحدي جولة: 7، السويد، عام 1983 - عام 1989
- أكثر المُباريات تعادلاً
  - كلّ الأوقات: 327، الهند 3-2 أستراليا، نهائي المنطقة الشرقيَّة 1974
  - المجمُوعة العالميَّة (قبل الشوط الفاصل): 281، باراجواي 3-2 فرنسا، الدور الأول 1985
  - المجمُوعة العالميَّة (بعدَ الشوط الفاصل): 281، رومانيا 3-2 الإكوادور، 2003 المجمُوعة العالمية

### سنوات في المجمُوعة العالميَّة
| - الولايات المتحدة 37 - التشيك 36 - فرنسا 36 - ألمانيا 35 - إسبانيا 32 - أستراليا 31 - السويد 31 - إيطاليا 27 - سويسرا 27 - روسيا 26 - الأرجنتين 25 - بلجيكا 20 - هولندا 19 - النمسا 17 | - بريطانيا العظمى 17 - كرواتيا 16 - رومانيا 14 - البرازيل 13 - الهند 13 - صربيا 11 - كندا 10 - إسرائيل [الإنجليزية] 10 - المكسيك 10 - تشيلي 9 - الدنمارك 9 - اليابان 8 - نيوزيلندا 8 - كازاخستان 7 | - باراغواي 7 - سلوفاكيا 7 - الإكوادور 5 - روسيا البيضاء 4 - جنوب أفريقيا 4 - المجر 3 - المغرب 3 - كوريا الجنوبية 3 - زيمبابوي 3 - إندونيسيا 2 - كوبا 1 - جمهورية أيرلندا 1 - بيرو 1 - بولندا 1 |

### الأكثر فوزاً في المجمُوعة العالميَّة
|     | البلد            | #  |
| --- | ---------------- | -- |
| 1.  | الولايات المتحدة | 64 |
| 2.  | فرنسا            | 58 |
| 3.  | السويد           | 56 |
| 4.  | أستراليا         | 50 |
| 5.  | إسبانيا          | 40 |
| 6.  | الأرجنتين        | 39 |
| 7.  | التشيك           | 37 |
| 8.  | ألمانيا          | 33 |
| 9.  | روسيا            | 28 |
| 10. | إيطاليا          | 22 |

### النتائج حسب الدولة

#### المجمُوعة العالميَّة
"(1981–2018)"
| الدولة           | السنوات | 05 | 06 | 07 | 08 | 09 | 10 | 11 | 12 | 13 | 14 | أفضل نتيجة |
| ---------------- | ------- | -- | -- | -- | -- | -- | -- | -- | -- | -- | -- | --- |
| الأرجنتين        | 10      | SF | F  | QF | F  | QF | SF | F  | SF | SF | 1R | F (1981, 2006, 2008, 2011)                                                                                           |
| أستراليا         | 4       | QF | SF | 1R |    |    |    |    |    |    | 1R | W (1907–09, 1911, 1914, 1919, 1939, 1950–53, 1955–57, 1959-62, 1964–67, 1973, 1977, 1983, 1986, 1999, 2003)          |
| النمسا           | 8       | 1R | 1R | 1R | 1R | 1R |    | 1R | QF | 1R |    | SF (1990) |
| بيلاروسيا        | 3       | 1R | QF | 1R |    |    |    |    |    |    |    | SF (2004) |
| بلجيكا           | 6       |    |    | QF | 1R |    | 1R | 1R |    | 1R | 1R | F (1904, 2015) |
| البرازيل         | 1       |    |    |    |    |    |    |    |    | 1R |    | SF (1992, 2000) |
| كندا             | 3       |    |    |    |    |    |    |    | 1R | SF | 1R | SF (1913, 2013) |
| تشيلي            | 6       | 1R | QF | 1R |    | 1R | QF | 1R |    |    |    | F (1976) |
| كرواتيا          | 8       | W  | QF | 1R |    | SF | QF | 1R | QF | 1R |    | W (2005) |
| التشيك           | 9       | 1R |    | 1R | QF | F  | SF | 1R | W  | W  | SF | W (1980, 2012–13) |
| الإكوادور        | 1       |    |    |    |    |    | 1R |    |    |    |    | QF (1985) |
| فرنسا            | 10      | QF | QF | QF | QF | 1R | F  | SF | QF | QF | F  | W (1927–32, 1991, 1996, 2001, 2017)                                                                                  |
| ألمانيا          | 9       |    | 1R | SF | QF | QF | 1R | QF | 1R | 1R | QF | W (1988–89, 1993) |
| بريطانيا العظمى  | 2       |    |    |    | 1R |    |    |    |    |    | QF | W (1903–06, 1912, 1933–36, 2015)                                                                                     |
| الهند            | 2       |    |    |    |    |    | 1R | 1R |    |    |    | F (1966, 1974, 1987)                                                                                                 |
| إسرائيل          | 4       |    |    |    | 1R | SF | 1R |    |    | 1R |    | SF (2009) |
| إيطاليا          | 3       |    |    |    |    |    |    |    | 1R | QF | SF | W (1976) |
| اليابان          | 2       |    |    |    |    |    |    |    | 1R |    | QF | F (1921) |
| كازاخستان        | 4       |    |    |    |    |    |    | QF | 1R | QF | QF | QF (2011, 2013–14)                                                                                                   |
| هولندا           | 4       | QF | 1R |    |    | 1R |    |    |    |    | 1R | SF (2001) |
| البيرو           | 1       |    |    |    | 1R |    |    |    |    |    |    | 1R (2008) |
| رومانيا          | 6       | QF | 1R | 1R | 1R | 1R |    | 1R |    |    |    | F (1969, 1971–72) |
| روسيا            | 8       | SF | W  | F  | SF | QF | QF | 1R | 1R |    |    | W (2002, 2006) |
| صربيا            | 7       |    |    |    | 1R | 1R | W  | SF | QF | F  | 1R | W (2010) |
| سلوفاكيا         | 2       | F  | 1R |    |    |    |    |    |    |    |    | F (2005) |
| كوريا الجنوبية   | 1       |    |    |    | 1R |    |    |    |    |    |    | 1R (1981, 1987, 2008)                                                                                                |
| إسبانيا          | 10      | 1R | 1R | QF | W  | W  | QF | W  | F  | 1R | 1R | W (2000, 2004, 2008–09, 2011)                                                                                        |
| السويد           | 8       | 1R | 1R | SF | QF | 1R | 1R | QF | 1R |    |    | W (1975, 1984–85, 1987, 1994, 1997-98)                                                                               |
| سويسرا           | 8       | 1R | 1R | 1R |    | 1R | 1R |    | 1R | 1R | W  | W (2014) |
| الولايات المتحدة | 10      | 1R | SF | W  | SF | QF | 1R | QF | SF | QF | 1R | W (1900, 1902, 1913, 1920–26, 1937–38, 1946–49, 1954, 1958, 1963, 1968–72, 1978–79, 1981–82, 1990, 1992, 1995, 2007) |

#### النهائيات
| بلد              | 2019 | 2021 |
| ---------------- | ---- | ---- |
| الأرجنتين        | QF   |      |
| أستراليا         | QF   | q    |
| النمسا           |      | q    |
| بلجيكا           | RR   |      |
| كندا             | F    | q    |
| تشيلي            | RR   |      |
| كولومبيا         | RR   | q    |
| كرواتيا          | RR   | q    |
| جمهورية التشيك   |      | q    |
| الإكوادور        |      | q    |
| فرنسا            | RR   | q    |
| ألمانيا          | QF   | q    |
| بريطانيا العظمى  | SF   | q    |
| المجر            |      | q    |
| إيطاليا          | RR   | q    |
| اليابان          | RR   |      |
| كازاخستان        | RR   | q    |
| هولندا           | RR   |      |
| روسيا            | SF   | q    |
| صربيا            | QF   | q    |
| إسبانيا          | W    | q    |
| السويد           |      | q    |
| الولايات المتحدة | RR   | q    |

### فردي
- تحقيق أكثر ألقاب كلاعب
  - روي ايمرسون أستراليا؛ 8 ألقاب (1959، 1960، 1961، 1962، 1964، 1965، 1966، 1967)
- تحقيق أكثر ألقاب كقائد للفريق
  - هاري هوبمان أستراليا؛ 16 لقب (1939، 1950، 1951، 1952، 1953، 1955، 1956، 1957، 1959، 1960، 1961، 1962، 1964، 1965، 1966، 1967)
- أصغر لاعب [12]
  - ماركو دي روسي سان مارينو 13 سنة، 319 يومًا (12 مايو 2011) 1
- أكبر لاعب
  - فيتوريو بيلاندرا سان مارينو 66 عامًا، 104 يومًا (11 مايو 2007)
- أكثر السنوات
  - 30، ليندر بايس، الهند (1990-2010، 2012-2020)
- أكثر المواجهات
  - 93، دومينيكو فيسيني، سان مارينو (1993-2015)
- أكثر التعادلات
  - 164، نيكولا بيترانجلي، إيطاليا (1954-1972)
- فاز في أكثر مبارياتٍ فردية
  - المجموع: 120، نيكولا بيترانجلي، إيطاليا
  - الفردي: 78، نيكولا بيترانجلي، إيطاليا
  - زوجي: 45 ليندر بايس، الهند

1 يجب أنَ يبلغ عمر اللاعبين الآن 14 عامًا وأكثر

## الترتيب الحاليّ في كأس دافيس
| ترتيب كأس أمم ديفيز اعتبارًا من 9 مارس 2020 | ترتيب كأس أمم ديفيز اعتبارًا من 9 مارس 2020 | ترتيب كأس أمم ديفيز اعتبارًا من 9 مارس 2020 | ترتيب كأس أمم ديفيز اعتبارًا من 9 مارس 2020 |
| #                                          | الأمة                                      | نقاط                                       | تحريك †                                    |
| ------------------------------------------ | ------------------------------------------ | ------------------------------------------ | ------------------------------------------ |
| 1                                          | فرنسا                                      | 1,364.50                                   |                                            |
| 2                                          | كرواتيا                                    | 1,349.50                                   |                                            |
| 3                                          | إسبانيا                                    | 914.81                                     |                                            |
| 4                                          | بلجيكا                                     | 632.63                                     |                                            |
| 5                                          | الولايات المتحدة                           | 603.32                                     | 1                                          |
| 6                                          | كندا                                       | 481.63                                     | 3                                          |
| 7                                          | صربيا                                      | 465.13                                     |                                            |
| 8                                          | ألمانيا                                    | 424.19                                     | 4                                          |
| 9                                          | إيطاليا                                    | 423.26                                     | 2                                          |
| 10                                         | بريطانيا العظمى                            | 417.50                                     | ▼ 2                                        |
| 11                                         | أستراليا                                   | 417.13                                     | ▼ 1                                        |
| 12                                         | كازاخستان                                  | 367.25                                     | 1                                          |
| 13                                         | روسيا                                      | 340.13                                     | 1                                          |
| 14                                         | السويد                                     | 322.13                                     | 4                                          |
| 15                                         | النمسا                                     | 319.69                                     | 1                                          |
| 16                                         | الأرجنتين                                  | 317.00                                     | ▼ 11                                       |
| 17                                         | جمهورية التشيك                             | 301.38                                     | ▼ 2                                        |
| 18                                         | كولومبيا                                   | 294.25                                     | 1                                          |
| 19                                         | اليابان                                    | 290.63                                     | ▼ 2                                        |
| 20                                         | هولندا                                     | 261.56                                     |                                            |

†التغيير منذُ التحديث السابق للترتيب

## المذيعون
| البلد/المنطقة | الناشر                                    | الناشر                               | مرجع          |
| البلد/المنطقة | مجاني                                     | مدقوع                                | مرجع          |
| --- | ----------------------------------------- | ------------------------------------ | ------------- |
| دولي |                                           | Rakuten TV                           | [ 14 ] [ 15 ] |
| الأرجنتين |                                           | TyC Sports                           |               |
| أستراليا | ناين نتورك                                | بي إن سبورتس                         | [ 16 ]        |
| فرنسا | مجموعة تي أف 1                            | بي إن سبورتس                         | [ 17 ]        |
| MENA - الجزائر - البحرين - تشاد - جزر القمر - جيبوتي - إيران - العراق - الأردن - الكويت - لبنان - ليبيا - موريتانيا - المغرب - عُمان - فلسطين - قطر - الصومال - السودان - سوريا - تونس - الإمارات العربية المتحدة - اليمن |                                           | بي إن سبورتس                         |               |
| النمسا | ServusTV                                  | دا زون                               | [ 18 ]        |
| البرازيل |                                           | دا زون                               | [ 18 ]        |
| ألمانيا | اللجنة الأولمبية الوطنية الألمانية        | دا زون                               | [ 18 ]        |
| سويسرا |                                           | دا زون                               | [ 18 ]        |
| اليابان |                                           | دا زون                               |               |
| وائووائو |                                           |                                      |               |
| راكوتن |                                           |                                      |               |
| بيلاروس | بيلتيليراديو [الإنجليزية]                 |                                      |               |
| بلجيكا | في آر تي                                  |                                      |               |
| بلجيكا | آر تي بي إف                               |                                      |               |
| البوسنة والهرسك |                                           | ارينا سبورت [الإنجليزية]             |               |
| كرواتيا | إذاعة وتلفزيون كرواتيا                    | ارينا سبورت [الإنجليزية]             |               |
| الجبل الأسود |                                           | ارينا سبورت [الإنجليزية]             |               |
| مقدونيا |                                           | ارينا سبورت [الإنجليزية]             |               |
| صربيا | RTV Serbia                                | ارينا سبورت [الإنجليزية]             |               |
| كندا |                                           | سبورتس نت [الإنجليزية] (بالإنجليزية) | [ 19 ]        |
| كندا | تي في ايه سبورتس [الإنجليزية] (بالفرنسية) |                                      |               |
| الصين | آي جيي                                    | آي جيي                               |               |
| كولومبيا |                                           | اربح الرياضة [الإنجليزية]            |               |
| تشيلي | تلفزيون ناسيونال د تشيلي                  | Claro [الإنجليزية]                   | [ 20 ] [ 21 ] |
| الإكوادور |                                           | Claro [الإنجليزية]                   |               |
| باراغواي |                                           | Claro [الإنجليزية]                   |               |
| الأوروغواي |                                           | Claro [الإنجليزية]                   |               |
| أمريكا الوسطى - كوستاريكا - السلفادور - غواتيمالا - هندوراس - نيكاراغوا - بنما |                                           | سكاي ميكسيكو [الإنجليزية]            |               |
| جمهورية الدومينيكان |                                           | سكاي ميكسيكو [الإنجليزية]            |               |
| المكسيك |                                           | سكاي ميكسيكو [الإنجليزية]            |               |
| جمهورية التشيك | Česká televize                            |                                      |               |
| الدنمارك |                                           | Eurosport                            | [ 22 ]        |
| فنلندا |                                           | Eurosport                            | [ 22 ]        |
| آيسلندا |                                           | Eurosport                            | [ 22 ]        |
| الهند |                                           | Eurosport                            | [ 22 ]        |
| أيرلندا |                                           | Eurosport                            | [ 22 ]        |
| النرويج |                                           | Eurosport                            | [ 22 ]        |
| السويد | STF                                       | Eurosport                            | [ 22 ]        |
| المملكة المتحدة |                                           | Eurosport                            | [ 22 ]        |
| المجر | MTVA                                      |                                      |               |
| إندونيسيا | Mola TV                                   | Mola TV                              | [ 23 ]        |
| تيمور الشرقية | Mola TV                                   | Mola TV                              | [ 23 ]        |
| إسرائيل |                                           | الرياضة 5 [الإنجليزية]               |               |
| إيطاليا | سوبر تنس [الإنجليزية]                     | سوبر تنس [الإنجليزية]                | [ 24 ]        |
| كازاخستان | مؤسسة راديو وتلفزيون قازاقستان            |                                      | [ 25 ]        |
| هولندا | زيغو                                      | زيغو                                 | [ 26 ]        |
| نيوزيلندا |                                           | Sky Sport [الإنجليزية]               |               |
| البرتغال |                                           | سبورت تي في                          | [ 27 ]        |
| روسيا | ماتش تي في                                | ماتش تي في                           |               |
| سنغافورة |                                           | StarHub TV                           | [ 28 ]        |
| سلوفاكيا | RTVS                                      |                                      |               |
| إسبانيا |                                           | موفيستار+ [الإنجليزية]               |               |
| الولايات المتحدة | سي بي اس سبورتس                           | سي بي اس سبورتس                      |               |
| الولايات المتحدة | Fox Sports                                |                                      |               |

## روابط خارجية
- الموقع الرسمي
- موقع البث المباشر لكأس ديفيس
- حقوق القنوات التلفزيونيَّة لكأس ديفيس 2019